# Kugsak-45
Kugsak-45 is een voetbalclub uit de Groenlandse plaats Qasigiannguit. De club is opgericht in 1945 en speelt in de Coca Cola GM, de hoogste voetbalcompetitie van Groenland. 

## Resultaten
- Coca Cola GM

1995, 2002